# Resolutie 371 Veiligheidsraad Verenigde Naties
Resolutie 371 van de Veiligheidsraad van de Verenigde Naties werd op 24 juli 1975 aangenomen door dertien VN-Veiligheidsraadsleden. De twee overige leden, China en Irak, namen niet deel aan de stemming. De resolutie verlengde de UNEF II-vredesmacht in de Sinaï opnieuw met drie maanden.

## Achtergrond
Na de Jom Kipoeroorlog tussen Israël en diens buurlanden Egypte en Syrië, hadden de VN een interventiemacht naar de regio gestuurd. Tijdens die oorlog bezette Israël de Sinaï. De vredesmacht moest mee zorgen voor een blijvende vrede in de regio. In 1979 sloten Israël en Egypte een vredesverdrag en in 1982 trok Israël zich terug uit de Sinaï.

## Inhoud
De Veiligheidsraad:
- Herinnert aan de resoluties 338, 340, 341, 346, 362 en 368.
- Houdt rekening met de brief van de afgevaardigde van de Eerste Minister en de Minister van Buitenlandse Zaken van Egypte aan secretaris-generaal Kurt Waldheim op 14 juli.
- Denkt aan de oproep van de voorzitter van de Veiligheidsraad aan Egypte op 21 juli en is tevreden over het antwoord daarop.
- Heeft het rapport van de secretaris-generaal over de VN-interventiemacht in beschouwing genomen.
- Is bezorgd over de blijvende spanningen en het gebrek aan vooruitgang in de regio.

1. Roept de betrokken partijen op om onmiddellijk resolutie 338 uit te voeren.
2. Beslist het mandaat van de VN-interventiemacht met drie maanden te vernieuwen, tot 24 oktober.
3. Vraagt de secretaris-generaal tegen dan een rapport in te dienen over de situatie in het Midden-Oosten en de genomen stappen om resolutie 338 uit te voeren.

## Verwante resoluties
- Resolutie 362 Veiligheidsraad Verenigde Naties
- Resolutie 369 Veiligheidsraad Verenigde Naties
- Resolutie 378 Veiligheidsraad Verenigde Naties
- Resolutie 381 Veiligheidsraad Verenigde Naties

Lijst ·  367 ·  368 ·  369 ·  370 ·  371 ·  372 ·  373 ·  374 ·  375 ·  376 ·  377 ·  378 ·  379 ·  380 ·  381 ·  382 ·  383 ·  384